# Regensburger Vertrag (1353)

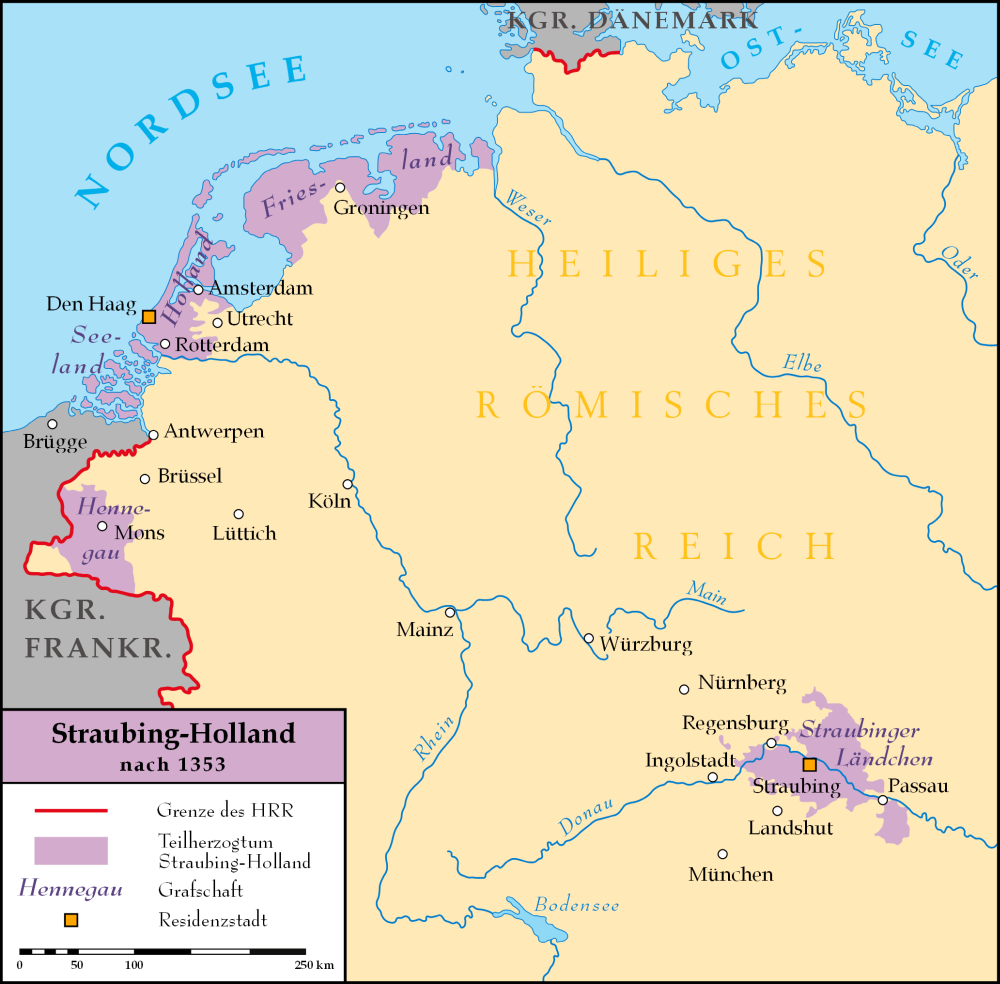
Das neue Herzogtum Straubing-Holland

Als Regensburger Vertrag bezeichnet man einen am 3. Juni 1353 in Regensburg zwischen den wittelsbachischen Herzögen Stephan II., Wilhelm I. und Albrecht I. geschlossenen Vertrag, in dem die drei Söhne Kaiser Ludwigs des Bayern ihr niederbayerisches Erbe untereinander aufteilten.
Stephan II. erhielt den Süden Niederbayerns mit der Hauptstadt Landshut und begründete damit das Teilherzogtum Bayern-Landshut, das bis zur Wiedervereinigung Bayerns im Jahr 1503 Bestand haben sollte. Wilhelm I. und Albrecht I. erhielten die niederländischen Grafschaften Hennegau, Holland, Zeeland und Friesland sowie das „Straubinger Ländchen“. Dieses erstreckte sich von Dietfurt im Westen bis nach Schärding im Osten und von Furth im Wald im Norden bis nach Dingolfing im Süden. Das Teilherzogtum Straubing-Holland wurde von Straubing und Den Haag aus regiert und bestand bis 1425/29.

## Abschriften
- Bayerisches Hauptstaatsarchiv, Kurbayern Äußeres Archiv 1150, fol. 16r, 16v (Kopialbuch des Rabno von Mauren; PDF im Historischen Lexikon Bayerns).

## Ausgaben
- Franz Michael Wittmann: Monumenta Wittelsbacensia. Urkundenbuch zur Geschichte des Hauses Wittelsbach. Band 2. Georg Franz, München 1861, S. 425–431 (Neudruck Scientia, Aalen 1969; PDF im Historischen Lexikon Bayerns).